# Murina bicolor
Murina bicolor — вид ссавців родини лиликових.

## Опис
Невеликих розмірів, з довжиною передпліччя між 37,2 і 41,6 мм. 
Шерсть довга і простягається на лікті й коліна. Спинна частини червонувато-коричнева з основою волосся чорною, черевна частина жовтувата. Морда вузька, витягнута, з виступаючими ніздрями. Очі дуже малі. Вуха овальні, добре розділені один від одного і з виїмкою в середині задньої кромки. Крила прикріплені ззаду до основи великого пальця. Лапи маленькі і покриті волосками. Хвіст довгий.

## Проживання, поведінка
Цей вид відомий тільки на острові Тайвань. Живе в широколистяних хвойних або змішаних лісах, в гірських районах між 400 і 3020 метрів над рівнем моря.
Харчується комахами.